# Aiguille des Glaciers
Aiguille des Glaciers – szczyt w Masywie Mont Blanc, w grupie górskiej Trélatête. Leży na granicy między Francją (departament Górna Sabaudia), a Włochami (region Dolina Aosty). Szczyt można zdobyć ze schronisk Refuge Robert Blanc (2750 m) po stronie francuskiej oraz z Rifugio Elisabetta Soldini Montanaro (2175 m) po stronie włoskiej.